# Почётные звания Российской Федерации

Удостоверение о присвоении почётного звания

Почётные звания Российской Федерации — в России одна из форм признания государством и обществом заслуг отличившихся граждан. Входят в систему государственных наград Российской Федерации.
В России до принятия Указа Президента Российской Федерации от 30 декабря 1995 года № 1341, установившего почётные звания Российской Федерации, действовали правовые акты об установлении почётных званий РСФСР.
После изменения наименования государства с «Российская Советская Федеративная Социалистическая Республика» на «Российская Федерация» (см. Закон РСФСР от 25 декабря 1991 года № 2094-I и Закон Российской Федерации от 21 апреля 1992 года № 2708-I) в названиях всех почётных званий слово «РСФСР» было заменено словами «Российской Федерации».
Дополнительно, Законом Российской Федерации от 20 марта 1992 года № 2555-I были установлены почётные звания «Лётчик-космонавт Российской Федерации», «Заслуженный военный лётчик Российской Федерации» и «Заслуженный военный штурман Российской Федерации».

## Список почётных званий Российской Федерации (с 1992 года)
В России установлены следующие почётные звания:
Законом Российской Федерации от 20 марта 1992 г. № 2555-I установлены почётные звания:
1. Лётчик-космонавт Российской Федерации
2. Заслуженный военный лётчик Российской Федерации
3. Заслуженный военный штурман Российской Федерации

Указом Президента Российской Федерации от 30 декабря 1995 г. № 1341 установлены почётные звания:
1. Народный артист Российской Федерации
2. Народный художник Российской Федерации
3. Заслуженный агроном Российской Федерации[1]
4. Заслуженный артист Российской Федерации
5. Заслуженный архитектор Российской Федерации
6. Заслуженный ветеринарный врач Российской Федерации (Указом Президента Российской Федерации от 7 сентября 2010 г. № 1099 почётное звание «Заслуженный ветеринарный врач Российской Федерации» исключено из перечня государственных наград; указом Президента Российской Федерации от 17 мая 2021 г. № 280 оно было восстановлено)[1]
7. Заслуженный военный специалист Российской Федерации
8. Заслуженный врач Российской Федерации
9. Заслуженный геолог Российской Федерации
10. Заслуженный деятель искусств Российской Федерации
11. Заслуженный деятель науки Российской Федерации
12. Заслуженный землеустроитель Российской Федерации
13. Заслуженный зоотехник Российской Федерации[1]
14. Заслуженный изобретатель Российской Федерации (Указом Президента Российской Федерации от 7 сентября 2010 г. № 1099 почётное звание «Заслуженный изобретатель Российской Федерации» исключено из перечня государственных наград; указом Президента Российской Федерации от 24 октября 2012 г. № 1436 оно было восстановлено)[1][2]
15. Заслуженный конструктор Российской Федерации
16. Заслуженный лесовод Российской Федерации
17. Заслуженный лётчик-испытатель Российской Федерации
18. Заслуженный мастер производственного обучения Российской Федерации
19. Заслуженный машиностроитель Российской Федерации
20. Заслуженный мелиоратор Российской Федерации[1]
21. Заслуженный металлург Российской Федерации
22. Заслуженный метеоролог Российской Федерации
23. Заслуженный метролог Российской Федерации[1]
24. Заслуженный механизатор сельского хозяйства Российской Федерации[1]
25. Заслуженный пилот Российской Федерации
26. Заслуженный работник бытового обслуживания населения Российской Федерации[1]
27. Заслуженный работник геодезии и картографии Российской Федерации
28. Заслуженный работник жилищно-коммунального хозяйства Российской Федерации ➤
29. Заслуженный работник здравоохранения Российской Федерации
30. Заслуженный работник культуры Российской Федерации
31. Заслуженный работник лесной промышленности Российской Федерации
32. Заслуженный работник нефтяной и газовой промышленности Российской Федерации
33. Заслуженный работник пищевой индустрии Российской Федерации
34. Заслуженный работник рыбного хозяйства Российской Федерации
35. Заслуженный работник связи Российской Федерации (Указом Президента Российской Федерации от 19 июля 2018 г. № 437 почётное звание «Заслуженный работник связи Российской Федерации» исключено из перечня государственных наград)
36. Заслуженный работник сельского хозяйства Российской Федерации
37. Заслуженный работник социальной защиты населения Российской Федерации ➤
38. Заслуженный работник текстильной и лёгкой промышленности Российской Федерации
39. Заслуженный работник торговли Российской Федерации[1]
40. Заслуженный работник транспорта Российской Федерации
41. Заслуженный работник физической культуры Российской Федерации
42. Заслуженный рационализатор Российской Федерации[1]
43. Заслуженный спасатель Российской Федерации
44. Заслуженный строитель Российской Федерации
45. Заслуженный учитель Российской Федерации
46. Заслуженный химик Российской Федерации
47. Заслуженный художник Российской Федерации
48. Заслуженный шахтёр Российской Федерации
49. Заслуженный штурман Российской Федерации
50. Заслуженный штурман-испытатель Российской Федерации
51. Заслуженный эколог Российской Федерации
52. Заслуженный экономист Российской Федерации
53. Заслуженный энергетик Российской Федерации
54. Заслуженный юрист Российской Федерации

Указом Президента Российской Федерации от 25 января 1996 г. № 88 установлено почётное звание:
- Заслуженный работник высшей школы Российской Федерации

Указом Президента Российской Федерации от 28 мая 1997 г. № 530 установлены почётные звания:
1. Заслуженный пограничник Российской Федерации[1]
2. Заслуженный сотрудник органов внешней разведки Российской Федерации
3. Заслуженный сотрудник органов безопасности Российской Федерации

Указом Президента Российской Федерации от 30 марта 1998 г. № 319 установлены почётные звания:
1. Заслуженный работник дипломатической службы Российской Федерации
2. Заслуженный сотрудник органов внутренних дел Российской Федерации

Указом Президента Российской Федерации от 21 ноября 1999 г. № 1546 установлено почётное звание:
- Народный архитектор Российской Федерации

Указом Президента Российской Федерации от 2 марта 2000 г. № 463 установлено почётное звание:
- Народный учитель Российской Федерации

Указом Президента Российской Федерации от 9 апреля 2001 г. № 407 установлено почётное звание:
- Заслуженный работник ракетно-космической промышленности Российской Федерации

Указом Президента Российской Федерации от 5 октября 2001 г. № 1192 установлено почётное звание:
- Заслуженный таможенник Российской Федерации

Указом Президента Российской Федерации от 23 декабря 2001 г. № 1474 установлено почётное звание:
- Заслуженный сотрудник органов государственной охраны Российской Федерации

Указом Президента Российской Федерации от 7 сентября 2010 г. № 1099 установлены почётные звания:
1. Заслуженный работник прокуратуры Российской Федерации
2. Заслуженный сотрудник органов наркоконтроля Российской Федерации (Указом Президента Российской Федерации от 19 июля 2018 г. № 437 почётное звание «Заслуженный сотрудник органов наркоконтроля Российской Федерации» исключено из перечня государственных наград)

Указом Президента Российской Федерации от 24 октября 2012 г. № 1436 вновь установлено почётное звание:
- Заслуженный изобретатель Российской Федерации

Указом Президента Российской Федерации от 26 июня 2013 г. № 582 установлено почётное звание:
- Заслуженный сотрудник следственных органов Российской Федерации

Указом Президента Российской Федерации от 16 марта 2015 г. № 133 установлено почётное звание:
- Заслуженный работник атомной промышленности Российской Федерации ➤

Указом Президента Российской Федерации от 30 декабря 2015 г. № 674 установлено почётное звание:
- Заслуженный работник миграционной службы Российской Федерации ➤ (Указом Президента Российской Федерации от 19 июля 2018 г. № 437 почётное звание «Заслуженный работник миграционной службы Российской Федерации» исключено из перечня государственных наград)

Указом Президента Российской Федерации от 19 июля 2018 г. № 437 установлено почётное звание:
- Заслуженный журналист Российской Федерации
- Заслуженный работник связи и информации Российской Федерации

Указом Президента Российской Федерации от 15 сентября 2018 г. № 519 установлено почётное звание:
- Заслуженный работник пожарной охраны Российской Федерации

Указом Президента Российской Федерации от 6 декабря 2019 г. № 586 установлено почётное звание:
- Заслуженный географ Российской Федерации ➤

Указом Президента Российской Федерации от 26 октября 2020 г. № 644 установлено почётное звание:
- Заслуженный судебный пристав Российской Федерации ➤

Указом Президента Российской Федерации от 17 мая 2021 г. № 280 вновь установлено почётное звание:
- Заслуженный ветеринарный врач Российской Федерации

Указом Президента Российской Федерации от 9 августа 2023 г. № 604 установлено почётное звание:
- Заслуженный работник оборонно-промышленного комплекса Российской Федерации

Указом Президента Российской Федерации от 16 января 2024 г. № 41 установлено почётное звание:
- Заслуженный работник местного самоуправления Российской Федерации

Указом Президента Российской Федерации от 11 марта 2024 г. № 183 установлено почётное звание:
- Заслуженный работник уголовно-исполнительной системы Российской Федерации

Указом Президента Российской Федерации от 10 мая 2024 г. № 322 установлено почётное звание:
- Заслуженный работник избирательной системы Российской Федерации

## Описание нагрудного знака к почётным званиям Российской Федерации
Нагрудный знак из серебра высотой 40 мм и шириной 30 мм имеет форму овального венка. Венок образуется лавровой и дубовой ветвями. Перекрещенные внизу концы ветвей перевязаны бантом. На верхней части венка располагается Государственный герб Российской Федерации. На лицевой стороне в центральной части на венок наложен картуш с надписью — наименованием почётного звания Российской Федерации.
| Изображение награды                 | Наименование награды                 | Дата учреждения      | Правила награждения | Источник |
| Образец знака к почётным званиям РФ | Почётные звания Российской Федерации | 30 декабря 1995 года | В России до принятия Указа президента Российской Федерации от 30 декабря 1995 года № 1341, установившего почётные звания Российской Федерации, действовали правовые акты об установлении почётных званий РСФСР. После изменения наименования государства с «Российская Советская Федеративная Социалистическая Республика» на «Российская Федерация» (смотри Закон РСФСР от 25 декабря 1991 г. № 2094-I) в названиях всех почётных званий с февраля 1992 года слово «РСФСР» было заменено словами «Российской Федерации», но до 1993 года слово «РСФСР» писалось на наградных знаках. На 1 октября 2007 г. в России было установлено 68 почётных званий (с учётом почётных званий, установленных Законом Российской Федерации от 20 марта 1992 г. № 2555-I). На 16 марта 2015 года в России установлено 62 почётных звания. | Указ президента Российской Федерации от 30 декабря 1995 года № 1341 «Об установлении почётных званий Российской Федерации…» Архивная копия от 12 июля 2021 на Wayback Machine |

## Почётные звания, по которым отсутствуют отдельные статьи

### Заслуженный географ Российской Федерации
Почётное звание «Заслуженный географ Российской Федерации» входит в государственную наградную систему Российской Федерации.

#### Основания для присвоения
Звание «Заслуженный географ Российской Федерации» высокопрофессиональным специалистам в области географии за личные заслуги:
- в совершении географических открытий;
- в проведении научных экспедиций и исследований, в результате которых получены новые и исключительно важные сведения в области географии;
- в выполнении работ по созданию географических каталогов, атласов, научно-популярных изданий, справочников, в том числе на языках народов Российской Федерации;
- в подготовке и реализации документов стратегического планирования, направленных на совершенствование системы размещения производительных сил на территории Российской Федерации;
- в популяризации достижений отечественной географической науки;
- в подготовке квалифицированных кадров в области географии;
- в достижении иных значимых результатов профессиональной деятельности.

Почетное звание «Заслуженный географ Российской Федерации» присваивается, как правило, не ранее чем через 20 лет с начала осуществления профессиональной деятельности и при наличии у представленного к награде лица отраслевых наград (поощрений) федеральных органов государственной власти, органов государственной власти субъектов Российской Федерации или Всероссийской общественной организации «Русское географическое общество».

#### История звания
Почётное звание «Заслуженный географ Российской Федерации» установлено Указом Президента Российской Федерации от 6 декабря 2019 года № 586 «Об установлении почётного звания
„Заслуженный географ Российской Федерации“».

### Заслуженный работник атомной промышленности Российской Федерации
Почётное звание «Заслуженный работник атомной промышленности Российской Федерации» входит в государственную наградную систему Российской Федерации.

#### Основания для присвоения
Звание «Заслуженный работник атомной промышленности Российской Федерации» присваивается высокопрофессиональным рабочим, инженерно-техническим и научным работникам атомной промышленности за личные заслуги:
- в разработке и создании уникальных образцов техники и новейших технологий, связанных с освоением и использованием атомной энергии и предназначенных для обеспечения государственной безопасности Российской Федерации, её международных стратегических интересов;
- в развитии технологий, обеспечивающих повышение эффективности эксплуатации объектов атомной энергетики, атомного энергопромышленного и ядерного оружейного комплексов Российской Федерации, а также судов атомного ледокольного флота;
- в повышении безопасности использования атомной энергии, обеспечении ядерной и радиационной безопасности, нераспространения ядерных материалов и технологий;
- в развитии атомной науки и техники;
- в подготовке квалифицированных кадров для атомной промышленности.

Почётное звание «Заслуженный работник атомной промышленности Российской Федерации» присваивается, как правило, не ранее чем через 20 лет с начала осуществления профессиональной деятельности и при наличии у представленного к награде лица отраслевых наград (поощрений) федеральных органов государственной власти, уполномоченного органа управления использованием атомной энергии или органов государственной власти субъектов Российской Федерации.

#### История звания
Почётное звание «Заслуженный работник атомной промышленности Российской Федерации» установлено Указом Президента Российской Федерации от 16 марта 2015 года № 133 «Об учреждении медали „За заслуги в освоении атомной энергии“ и установлении почетного звания „Заслуженный работник атомной промышленности Российской Федерации“».

### Заслуженный работник жилищно-коммунального хозяйства Российской Федерации
Почётное звание «Заслуженный работник жилищно-коммунального хозяйства Российской Федерации» входит в государственную наградную систему Российской Федерации.

#### Основания для присвоения
Почётное звание присваивается высокопрофессиональным работникам организаций жилищно-коммунального хозяйства за личные заслуги:
- в своевременном оказании качественных и современных жилищно-эксплуатационных услуг населению;
- в организации устойчивого и качественного функционирования коммунального хозяйства, городского транспорта, водоочистки и водообеспечения, службы отопления, освещения и сохранения жилищного фонда;
- в повышении уровня механизации труда в жилищно-коммунальном хозяйстве и применении современных систем автоматизации, способствующих повышению качества, эффективности и экологичности предоставляемых услуг;
- в выполнении природоохранных мероприятий, реализации основных направлений экологической безопасности населения, мест его проживания и трудовой деятельности, ликвидации последствий чрезвычайных ситуаций;
- в воспитании и подготовке квалифицированных кадров для жилищно-коммунального хозяйства.

Почётное звание присваивается, как правило, не ранее чем через 20 лет с начала осуществления профессиональной деятельности и при наличии у представленного к награде лица наград (поощрений) федеральных органов государственной власти, других федеральных государственных органов или органов государственной власти субъектов Российской Федерации.

#### История звания
Почётное звание «Заслуженный работник жилищно-коммунального хозяйства Российской Федерации» установлено Указом Президента Российской Федерации от 30 декабря 1995 года (встпил в силу 1 апреля 1996 года). Тем же указом было утверждено первоначальное Положение о почётном звании, в котором говорилось:
Почётное звание «Заслуженный работник жилищно-коммунального хозяйства Российской Федерации» присваивается высокопрофессиональным работникам предприятий, объединений, учреждений, организаций за заслуги в оказании жилищных и коммунальных услуг населению, организации устойчивого и качественного функционирования коммунального хозяйства, городского транспорта, водоочистки и водообеспечения, службы отопления, освещения и сохранения жилого фонда, за активное участие во внедрении автоматизации и механизации труда, в выполнении природоохранных мероприятий, реализации основных направлений экологической безопасности населения, мест его проживания и трудовой деятельности, в ликвидации последствий чрезвычайных ситуаций, повышении уровня подготовки кадров и работающим в области жилищно-коммунального хозяйства 15 и более лет.
В современном виде Положение о почётном звании утверждено Указом Президента Российской Федерации от 7 сентября 2010 года № 1099 «О мерах по совершенствованию государственной наградной системы Российской Федерации».

#### Переходный период
В России до принятия Указа Президента Российской Федерации от 30 декабря 1995 года № 1341 действовали правовые акты об установлении почётных званий РСФСР. После изменения наименования государства с «Российская Советская Федеративная Социалистическая Республика» на «Российская Федерация» (см. Закон РСФСР от 25 декабря 1991 года № 2094-I) в названиях всех почётных званий наименование «РСФСР» было заменено словами «Российской Федерации», таким образом, с 1992 года до 30 марта 1996 года производилось присвоение однотипного почётного звания РСФСР, существовавшего с 1961 года, с тождественным современному наименованием.

### Заслуженный работник социальной защиты населения Российской Федерации
Почётное звание «Заслуженный работник социальной защиты населения Российской Федерации» входит в государственную наградную систему Российской Федерации.

#### Основания для присвоения
Звание «Заслуженный работник социальной защиты населения Российской Федерации» присваивается высокопрофессиональным работникам органов и учреждений социальной защиты населения за личные заслуги:
- в организации своевременного и постоянного оказания гражданам социальной помощи, а также в организации их пенсионного обеспечения;
- в поддержании в актуальном состоянии баз данных, содержащих информацию о лицах, нуждающихся в оказании социальной помощи со стороны государства;
- в разработке и внедрении современных информационных технологий, позволяющих существенно упростить процедуру оформления документов, необходимых для получения социальной помощи, и ускорить её оказание населению;
- в защите прав детей, содействии их социальной адаптации и вовлечению в общественно полезную деятельность;
- в защите прав работников организаций и проведении мероприятий по соблюдению норм трудового права и охране труда;
- в подготовке квалифицированных кадров для органов и учреждений социальной защиты населения Российской Федерации.

Почётное звание «Заслуженный работник социальной защиты населения Российской Федерации» присваивается, как правило, не ранее чем через 20 лет с начала осуществления профессиональной деятельности и при наличии у представленного к награде лица отраслевых наград (поощрений) федеральных органов государственной власти или органов государственной власти субъектов Российской Федерации.

#### История звания
В переходный период после 1991 года работникам отрасли присваивалось почётное звание «Заслуженный работник социального обеспечения Российской Федерации», унаследованное из наградной системы РСФСР.
Почётное звание «Заслуженный работник социальной защиты населения Российской Федерации» установлено Указом Президента Российской Федерации от 30 декабря 1995 года № 1341 «Об установлении почётных званий Российской Федерации, утверждении положений о почётных званиях и описания нагрудного знака к почётным званиям Российской Федерации». Тем же указом утверждено первоначальное Положение о почётном звании, в котором говорилось:
Почётное звание «Заслуженный работник социальной защиты населения Российской Федерации» присваивается высокопрофессиональным работникам органов, учреждений и предприятий системы социальной защиты населения за заслуги в организации социальной помощи гражданам и их пенсионного обеспечения, различных форм и видов благотворительности нуждающимся, в развитии научных исследований по важнейшим направлениям социальной защиты населения и работающим в области социальной защиты населения 15 и более лет.
В настоящем виде Положение о почётном звании утверждено Указом Президента Российской Федерации от 7 сентября 2010 года № 1099 «О мерах по совершенствованию государственной наградной системы Российской Федерации».

### Заслуженный судебный пристав Российской Федерации
Почётное звание «Заслуженный судебный пристав Российской Федерации» входит в государственную наградную систему Российской Федерации.

#### Основания для присвоения
Звание «Заслуженный судебный пристав Российской Федерации» присваивается высокопрофессиональным работникам органов принудительного исполнения Российской Федерации за личные заслуги:
- в организации и обеспечении установленного порядка деятельности Конституционного Суда Российской Федерации, Верховного Суда Российской Федерации, судов общей юрисдикции и арбитражных судов;
- в организации и осуществлении принудительного исполнения судебных актов судов общей юрисдикции и арбитражных судов, а также актов других органов и должностных лиц в соответствии с законодательством Российской Федерации;
- в организации и осуществлении межгосударственного розыска лиц в соответствии с международными договорами Российской Федерации;
- в организации и осуществлении федерального государственного контроля (надзора) за деятельностью юридических лиц, осуществляющих деятельность по возврату просроченной задолженности в качестве основного вида деятельности, включенных в государственный реестр;
- в организации и осуществлении дознания по уголовным делам и производства по делам об административных правонарушениях;
- в совершенствовании деятельности органов принудительного исполнения Российской Федерации.

Почётное звание «Заслуженный судебный пристав Российской Федерации» присваивается, как правило, не ранее чем через 20 лет с начала осуществления представленным к награде лицом профессиональной деятельности и при наличии у него наград (поощрений) федерального органа государственной власти или органов государственной власти субъектов Российской Федерации.

#### История звания
Почётное звание «Заслуженный судебный пристав Российской Федерации» установлено Указом Президента Российской Федерации от 26 октября 2020 года № 644 «Об установлении почетного звания „Заслуженный судебный пристав Российской Федерации“».

## Почётные звания, присвоение которых прекращено

### Заслуженный работник миграционной службы Российской Федерации
Почётное звание «Заслуженный работник миграционной службы Российской Федерации» входило в государственную наградную систему Российской Федерации с 2015 по 2019 годы.
Звание «Заслуженный работник миграционной службы Российской Федерации» присваивалось высокопрофессиональным сотрудникам органов внутренних дел Российской Федерации, прикомандированным к Федеральной миграционной службе, федеральным государственным гражданским служащим, работникам системы Федеральной миграционной службы и иных федеральных органов исполнительной власти, осуществляющих деятельность в сфере миграции, за личные заслуги:
- в выработке и реализации государственной политики в сфере миграции;
- в совершенствовании нормативно-правового регулирования в сфере миграции;
- в обеспечении защиты прав и свобод человека и гражданина;
- в осуществлении государственного контроля (надзора) в сфере миграции.

Почётное звание присваивалось, как правило, не ранее чем через 10 лет в календарном исчислении с начала осуществления служебной деятельности в сфере миграции и при наличии у представленного к награде лица ведомственных наград (поощрений) федерального органа государственной власти.
Почётное звание было установлено Указом Президента Российской Федерации от 30 декабря 2015 года № 674 «Об установлении почётного звания „Об установлении почетного звания“». Тем же указом было утверждено положение о почётном звании.
Указом Президента Российской Федерации от 19 июля 2018 года № 437 почётное звание «Заслуженный работник миграционной службы Российской Федерации» исключено из перечня государственных наград с 19 июля 2019 года.

### Заслуженный работник связи Российской Федерации
Почётное звание «Заслуженный работник связи Российской Федерации» входило в государственную наградную систему Российской Федерации с 1995 по 2018 годы. Было исключено из системы государственных наград в связи с учреждением почётного звания «Заслуженный работник связи и информации Российской Федерации».

### Заслуженный сотрудник органов наркоконтроля Российской Федерации
Почётное звание «Заслуженный сотрудник органов наркоконтроля Российской Федерации» входило в государственную наградную систему Российской Федерации с 2010 по 2018 годы.